# 行政機関の保有する情報の公開に関する法律
行政機関の保有する情報の公開に関する法律（ぎょうせいきかんのほゆうするじょうほうのこうかいにかんするほうりつ、平成11年5月14日法律第42号）は、日本の行政機関が保有する情報公開（開示）請求手続に関する日本の法律である。通称は情報公開法。
1999年（平成11年）5月14日に公布、中央省庁再編後の2001年（平成13年）4月1日に施行された。
日本の行政機関が保有する行政文書を、一般に公開することを定めた法律である。「行政機関」と「行政文書」は法律中に定義されている（下記#構成の章を参照）。なお本法律制定後、年金記録問題などで公文書の管理体制が問題視された結果、公文書等の管理に関する法律が2009年に制定されたため、それ以降、日本の行政機関は行政文書を管理・保管することが義務付けられている。
裁判所および国会が保有する、情報の公開請求に関する法律はない。
行政機関に準じる組織である独立行政法人などの情報開示については、独立行政法人情報公開法がある。
多くの行政機関では数名の担当者が専属で業務に当たっている。2012年時点では、内閣官房で1日数件、年間1000件程度の請求があるという。

## 主務官庁
- 総務省行政管理局調査法制課

## 構成

### 第1章 総則
- 第1条（目的）
  - 国民主権の理念に基づく、日本国政府の説明責任を規律している。
- 第2条（定義）
  - 行政機関
開示請求を受け、同時に開示決定をする機関。1項で1号から6号に分けて定義してある。1号で除外される内閣府は2号にある。2号で除外される警察庁などの機関は4号にある[6]。3号で除外される検察庁などの機関は5号にある[6]。内閣それ自体は情報公開法の対象とされていない。
  - 行政文書
行政機関の職員が職務上作成し、または取得した文書、図画および電磁的記録であって、当該行政機関の職員が組織的に用いるものとして、当該行政機関が保有しているものをいうが、官報、白書、新聞、雑誌、書籍等および公文書館等において、特別の管理がされているものは除かれる。
※行政機関の職員が作成したものに限らず、他者からの取得でも可。有形記録であること。
※職員によって組織的に用いられるものであればよく、決裁の終了したものかは問わない。
※戸籍法117条6、刑事訴訟法53条2などで個別に適用除外例がある。

### 第2章 行政文書の開示
- 第3条（開示請求権）
  - 開示請求権を何人にも認める。外国人や法人であっても請求可能である。
- 第4条（開示請求の手続）
  - 開示請求は、次の2点を記載した開示請求書を行政機関の長に提出することによって行う。

  1. 開示請求者の氏名・住所（法人の場合は代表者の氏名）
  2. 行政文書の名称など、開示の対象となる行政文書を特定できる事項

※開示請求の目的を記載する必要はない。
- 第5条（行政文書の開示義務）
  - 開示請求があった場合、原則として行政文書は開示しなければならない。ただし、例外として次のような情報を含む行政文書は開示できない。[7]
    1. 個人に関する情報で特定の個人を識別することができるもの（ただし、慣行として公にされている情報、公務員等の職務の遂行に関する情報などは例外的に開示の対象となる。）
    2. 法人等の正当な利益を害するおそれがある情報
    3. 国の安全が害される等のおそれがあると行政機関の長が認めることに相当の理由がある情報
    4. 犯罪の予防等に支障があると行政機関の長が認めることに相当の理由がある情報
    5. 国の機関等の内部の審議等の情報で意思決定の中立性を損なうなどのおそれがある情報
    6. 国の機関等の事務等の情報でその事務等に支障が生じるおそれがある情報

  - 開示請求の時には本人確認は行われず、誰が開示請求したかを考慮せずに決定が行われる。そのため、開示請求をした本人の個人に関する情報であっても、不開示事由に該当する場合には不開示となる。なお、自身の個人に関する情報の開示を受けたい場合には、個人情報の保護に関する法律の規定に基づく開示請求をすることができる[8]。
- 第6条（部分開示）
- 第7条（公益上の理由による裁量的開示）
不開示情報が記録されている場合でも、公益上特に必要があると認めるときは、開示ができる。(裁量的)
- 第8条（行政文書の存否に関する情報）
グローマー拒否
- 第9条（開示請求に対する措置）
書面通知を規定
- 第10条（開示決定等の期限）
開示決定等は、開示請求があった日から30日以内にしなければならない。
（例外あり。その場合更に30日。例外時は遅滞なく、延長後の期間及び延長の理由を書面により通知）
補正を要した場合はその期間は不算入。
- 第11条（開示決定等の期限の特例）
著しく大量の開示請求の場合の特例。
- 第12条（事案の移送）
- 第12条の2（独立行政法人等への事案の移送）
- 第13条（第三者に対する意見書提出の機会の付与等）
開示請求に係る行政文書に「第三者」に関する情報が記録されているときは、行政機関の長は、開示決定等をするに当たって、当該情報に係る第三者に対し、開示請求に係る行政文書の表示その他政令で定める事項を通知して、意見書を提出する機会を与えることができる（1項）。（裁量的）
第三者が当該行政文書の開示に反対の意思を表示した「反対意見書」を提出した場合において、開示決定をするときは、開示決定の日と開示を実施する日との間に少なくとも2週間を置かなければならない（3項）。（第三者に不服申立て、取消訴訟の機会を与えるため）
- 第14条（開示の実施）
開示の実施は閲覧、写しの交付で行える。
複数回の開示請求の規定。
- 第16条（手数料）
行政機関の長は、経済的困難その他特別の理由があると認めるときは、手数料を減額し、又は免除することができる。
- 第17条（権限または事務の委任）

### 第3章 不服申立て等
- 第18条（審査会への諮問）
開示決定等について行政不服審査法による不服申立てがあったときで、裁決または決定をすべき行政機関の長は、「反対意見書」が提出されているときは、情報公開・個人情報保護審査会に諮問（答申）しなければならない。
ただし、不服申立てが不適法であり、却下するとき、裁決または決定で、不服申立てに係る開示請求に係る行政文書の全部を開示する旨の決定を除く開示決定等を取り消しまたは変更し、当該不服申立てに係る行政文書の全部を開示することとするときは除かれる。
- 第19条（諮問をした旨の通知）
諮問をした行政機関の長は、次に掲げる者に対し、諮問をした旨を通知しなければならない。
  1. 不服申立人および参加人
  2. 開示請求者
  3. 当該不服申立てに係る開示決定等について反対意見書を提出した第三者
- 第20条（第三者からの不服申立てを棄却する場合等における手続）
- 第21条（訴訟の移送の特例）
特定管轄裁判所に情報公開訴訟が提起された場合の移送の規定。
  - 情報公開訴訟
開示決定等、またはこれに係る不服申し立てに対する裁決、もしくは決定の取消しを求める訴訟

### 第4章 補足
- 第22条（文書の管理）
- 第23条（開示請求をしようとする者に対する情報の提供等）
- 第24条（施行の状況の公表）
- 第25条（行政機関の保有する情報の提供に関する施策の充実）

## 手続き
一部不開示となった場合、該当する箇所が文章は黒塗りや空白、映像はモザイクなどで処理される。
該当する文章が無いか開示できない場合は、不開示決定通知書の通知が送付される。
開示決定等に不服がある場合は、救済措置として行政不服審査法に基づく不服申立て、行政事件訴訟法に基づく処分取消訴訟を提起できる。不服申し立てが出来る場合においても、これをすることなく、直ちに処分取消訴訟を提起できる。
請求内容によっては調査は行ったが該当する文章が無い場合、文章不存在の通知を送付する前に電話連絡を行い、キャンセルという形で開示請求書（と収入印紙）を返却してもらう対応が可能だった例や、該当する文章は無いが関連する文章が見つかったため請求内容を一部修正してもらえれば対応するとした例など柔軟な対応が行われている。しかしこのような連絡が無く、文章を送付する例もあるなど対応は統一されていない。
開示に際しては、電話による口頭での開示対象についての連絡が行われる事もあるが（無い事もある）、ここで多くの省庁では口頭での打ち合わせによる開示対象の決定ではなく対象をリストアップして書面で交付してもらう事による選択もできる（これは通常、請求の補正として扱われている。）。また、対象をリストアップしての部分選択的な開示請求については、該当するもの全てについての請求を行うとして、後に送られてくる行政文書の開示の実施方法等申出書の中で対象を選択する事によって行う事も出来る。